# Dylan Speaks. The Legendary 1965 Press Conference in San Francisco
Dylan Speaks. The Legendary 1965 Press Conference in San Francisco – amerykański film dokumentalny rejestrujący konferencję prasową z Bobem Dylanem w San Francisco 3 grudnia 1965 w siedzibie KQED. Jest to jedyna pełnometrażowa konferencja prasowa Dylana transmitowana w telewizji w całości. Zarejestrowany materiał został wydany na DVD przez Eagle Rock Entertainment Ltd. w 2006. 

## Opis
W 1965 Dylan miał zaplanowanych pięć koncertów w San Francisco Bay Area, w związku z tym KQED, publiczne centrum medialne z siedzibą w San Francisco, zaprosiło go na konferencję prasową, którą zorganizował Ralph J. Gleason. W konferencji uczestniczyło wiele osób, były ekipy wiadomości telewizyjnych ze wszystkich lokalnych stacji, reporterzy z trzech dzienników, Allen Ginsberg, producent Bill Graham, krytyk muzyczny Robert Shelton, Eric Weil, aktor Claude Mann i komik Larry Hankin .
Rok 1965 był przełomowym w karierze Boba Dylana. Na początku roku wydał album Bringing It All Back Home, piąty studyjny album i pierwszy  nagrany z elektrycznym akompaniamentem. album, który ukazał jego ruch wyraźnie odbiegający od jego muzyki ludowej. W sierpniu 1865 ukazał się album Highway 61 Revisited,  pierwszy album nagrany w całości z towarzyszeniem grupy rockowej. Pochodzący z tej płyty utwór Like a Rolling Stone był hitem nr 2 na amerykańskich listach przebojów. Podczas występu na festiwalu w Newport Folk użył gitary elektrycznej, co było bardzo kontrowersyjnym posunięciem w tamtym czasie. Został wygwizdany przez publiczność, która uważała to za zdradę fanów folku. W takim kontekście Dylan wszedł do studia stacji telewizyjnej KQED w San Francisco, na prawie godzinną konferencję prasową, zorganizowaną 3 grudnia 1965.